# Sacavém
Sacavém (in spagnolo Sacaven, in italiano Sacavene) è una ex freguesia (frazione) e una città portoghese di 18 469 abitanti situata nel comune di Loures, distretto di Lisbona. 
La cittadina sorge a pochi chilometri a nord-est di Lisbona, nel punto di incontro delle principali vie d'accesso alla capitale, e per la sua posizione strategica è stata teatro di diversi eventi della storia del Portogallo.